# Cytoplasma
Als Cytoplasma oder Zytoplasma (von altgriechisch κύτος kýtos, deutsch ‚Gefäß‘, ‚Höhlung‘ sowie πλάσμα plásma, deutsch ‚Gebilde‘; auch Zellplasma genannt) wird die Grundstruktur bezeichnet, die eine Zelle innerhalb der äußeren Zellmembran (Plasmalemma) ausfüllt.
Das Cytoplasma besteht aus  dem Cytosol als der flüssigen Phase samt den darin gelösten Stoffen und Proteinen sowie dem festeren Cytoskelett. Im Cytoplasma liegen weiterhin verschiedene Organellen, die durch Membranen abgegrenzt sein können und gelegentlich dazugezählt werden. Bei eukaryotischen Zellen (Eucyten) wird der von Cytoplasma umgebene Zellkern (Nucleus) aber zumeist gesondert betrachtet und sein von der Kernmembran umschlossener Inhalt als Karyoplasma bezeichnet.
Eingeführt wurde das Wort „Cytoplasma“ von dem deutschen Anatomie-Professor Albert von Kölliker 1863 als Synonym für „Protoplasma“. Erst ab 1882 wurde auf Vorschlag von Eduard Strasburger das Zellplasma ohne Kern und Plastiden als Cytoplasma bezeichnet.

## Begriffe
Das Cytoplasma ist die Grundsubstanz der Zelle. Die gesamte Grundsubstanz zusammen mit den Zellorganellen wird als Protoplasma bezeichnet. Werden die Zellorganellen durch Zentrifugation entfernt, bezeichnet man das Produkt als Cytosol. Während das Cytoplasma an den Zellrändern viskoser ist und als Ektoplasma bezeichnet wird, ist es im Inneren flüssiger und nennt sich Endoplasma. Undifferenziertere Plasmaeinlagerungen werden auch Paraplasma genannt.

## Prokaryoten und Endosymbionten
Wenn von Cytoplasma die Rede ist, wird oft – so wie hier – eine eukaryotische Zelle (Eucyte) vorausgesetzt. Für das Cytoplasma der prokaryotischer Zellen (Procyten, auch Protocyten), insbesondere bei Bakterien, ist der Begriff Stroma gebräuchlicher.
Nach der Endosymbiontentheorie stammen eine Reihe von Organellen der Eucyten von Bakterien ab,  die Plastiden (Chloroplasten, Leukoplasten, Rhodoplasten etc.) einerseits und die Mitochondrien, Hydrogenosomen und Mitosomen andererseits. Das Innere (Plasma) dieser Organellen, oft Matrix genannt, leitet sich daher ab vom Stroma der bakteriellen Vorfahren, es ist zu diesem homolog. Diese Organellen haben meist ihre eigene DNA, soweit sie nicht durch endosymbiotischen Gentransfer völlig auf den Zellkern übertragen wurde. Diese ist wie bei den Bakterien innerhalb der Stroma in einer Kernsphäre (Kernäquivalent, Nucleoid) verdichtet.

## Funktion
Innerhalb des Cytoplasmas laufen viele verschiedene chemische Stoffwechselprozesse der Zelle ab, die durch Enzyme gesteuert werden. Hier muss bei allen Zellen Energie für alle Prozesse bereitgestellt werden. Hinzu kommen zellspezifische Aufgaben wie die Bildung von zusätzlichen Zellbestandteilen beim Wachstum, Abbau von unerwünschten und Aufbau von zu speichernden oder abzugebenden Substanzen sowie der Transport von Molekülen durch die Membranen und durch die Zelle.
Biomembranen dienen im Cytoplasma dazu, zusätzliche unterschiedlich geformte Räume zu umschließen und gegeneinander abzugrenzen. Solche membranbegrenzten Räume innerhalb des Cytoplasmas nennt man Kompartimente oder auch Zellorganellen, da sie gleichsam als „Organe der Zelle“ bestimmte Funktionen im Zellstoffwechsel erfüllen. Durch die so entstandenen verschiedenen Reaktionsräume können innerhalb des Cytoplasmas auch gegenläufige Stoffwechselvorgänge wie Kohlenhydratabbau neben Kohlenhydrataufbau oder Oxidations- neben Reduktionsvorgängen gleichzeitig ablaufen.
Die Konsistenz des Cytoplasmas kann zwischen Gel und Sol wechseln, wodurch eine Bewegung aller im Cytoplasma eingeschlossenen Teilchen möglich ist. Diese Konsistenz ergibt sich daraus, dass das meiste Wasser in Hydrathüllen gebunden ist.

## Chemische Zusammensetzung des Cytoplasmas
In chemischer Hinsicht besteht das Cytoplasma aus zahlreichen organischen, aber auch aus anorganischen Stoffen. Mit 80 bis 85 Prozent Wasseranteil ist der Wassergehalt hoch. Die folgende Auflistung gibt die durchschnittliche Zusammensetzung bei tierischen Zellen an:
- Wasser 80,5–85 %
- Proteine 10–15 %
- Lipide 2–4 %
- Polysaccharide 0,1–1,5 %
- DNA 0,4 %
- RNA 0,7 %
- kleine organische Moleküle 0,4 %
- anorganische Moleküle und Ionen 1,5 %

Der pH-Wert des Cytoplasmas liegt meist im neutralen Bereich. Da allerdings bei Stoffwechselreaktionen häufig Protonen gebunden oder frei werden, ist das Cytoplasma gepuffert. Verändert werden kann der pH-Wert außerdem durch Ionenpumpen.
Im Cytoplasma liegt das Cytoskelett, welches dynamisch auf- und abgebaut wird. Dieses stabilisiert die Zelle, bietet feste Bahnen für Vesikeltransport und verursacht intrazelluläre Bewegungen wie die Cytoplasmaströmung, Organellen- und Chromosomentransport. Die Cytoplasmaströmung findet nur im Endoplasma statt, sie trägt zum Durchmischen bei.